# 頚性神経筋症候群
頚性神経筋症候群（けいせいしんけいきんしょうこうぐん、cervical neuro-muscular syndrome）、略して頚筋症候群（けいきんしょうこうぐん）とも呼ばれる。
首の筋肉（頚筋）の異常（首こり）により、頭痛、めまい、自律神経失調症（動悸、息切れ、手足の冷え、目の疲れ、全身倦怠感、不眠、うつ状態など、いわゆる不定愁訴）、うつ、パニック障害、ムチウチ、更年期障害、慢性疲労症候群、ドライアイ、多汗症、不眠症、機能性胃腸症、過敏性腸症候群、機能性食道嚥下障害、血圧不安定症、ＶＤＴ症候群、ドライマウス、便秘症、起立性調節障害が起こる疾患。　身体症状と精神症状の２本立ての症状が出るのが特徴だが、症状にはそれぞれ個人差が多くある。　

## 概要
頚性神経筋症候群（首こり病）は首の筋肉の異常が原因で自律神経の副交感神経の働きが阻害された状態となり、交感神経が優位な状態のままになることで様々な症状が引き起こされる器質性疾患である。
東京脳神経センター理事長・脳神経外科医の松井孝嘉先生（医学博士）が、ライフワークであるムチウチ症の研究をする中で首後方にある筋肉を治療することで症状が消えることを発見した。その後、治療法を見出して東京大学の初代脳神経外科教授で恩師であった佐野圭司先生に相談して、これらの症状に「頚性神経筋症候群」と名付けられました。（研究結果は、2004年10月に名古屋で開催された日本脳神経外科学会で初めて発表されました。）
首の筋肉の異常に起因する「首こり」は、パソコンやスマートフォンなどの急速な普及などにより、うつむき姿勢を続けることで生じた首の筋肉の緊張、疲労、冷え、もしくは外傷性頸部症候群（いわゆるむち打ち症）などの外傷でも起こる。
首の筋肉に過度な負担が続くと筋肉が過労状態となり、変性が生じて硬縮が起こり、副交感神経の働きが低下して頚性神経筋症候群の三大症状（頭痛、めまい、自律神経失調症）が現れることがある（首に多少の異常があったとしても症状が現れない人も存在する）。自律神経失調の状態が長く続くと、うつ症状（頚性うつ）が現れてうつ状態となる。（首の筋肉の異常と副交感神経の異常には相関関係があることがわかっているが、詳しいメカニズムはまだわかっていないことがあるらしい。）
また、首からくる新型うつ病（頸筋症うつ）は、従来のうつ病にくらべて、身体症状の愁訴が多く、症状には波がある、気圧が下がると悪くなるなどの特徴があり、様々な症状が出て、なかなか治らないことからの不安や絶望から自殺の率は従来のうつ病の数倍も高い。　こういったことが起こる背景には、精神症状に対する対症療法だけでは根本的な治療にはならない器質性疾患であることが広く周知されていないこと、診断と治療が出来る医師が絶対的に不足していることが考えられます。
頚性神経筋症候群に関する問診表については、松井孝嘉博士の多数ある著書や東京脳神経センターのホームページに掲載されています。

## 治療
遠赤外線を照射して体の内側から温めながら、医療用の低周波治療器を使った治療（低周波電気刺激療法）が行われている。 松井考嘉博士が確立した治療については、すっきりセンター虎ノ門、すっきりセンター新宿、すっきりセンター上野、すっきりセンター横浜、すっきりセンター大宮、すっきりセンター千葉、ネックセラピー高松、また入院治療については松井病院（香川県）で行われている（スタッフに鍼灸師が居る施設では、鍼灸治療も受けることが可能）。　